# Калуга (риба)
Калуга (лат. Huso dauricus) јесте зракоперка из реда Acipenseriformes и породице Acipenseridae. 

## Распрострањење
Ареал врсте је ограничен на мањи број држава. 
Врста је присутна у Кини, Монголији, Русији и Јапану.

## Станиште
Станиште врсте су слатководна и морска подручја.

## Угроженост
Ова врста се сматра угроженом.